# Слейтер, Келли
Роберт Келли Слейтер (англ. Robert Kelly Slater, род. 11 февраля 1972) — профессиональный американский сёрфер, одиннадцатикратный чемпион мира по сёрфингу (в 1992, 1994—1998, 2005—2006, 2008, 2010, 2011 годах).

## Карьера
Впервые на доску Слейтер встал ещё в ранние годы: после школы, а иногда и до занятий, он катался на пляже Коко-Бич недалеко от дома. Частые тренировки не прошли даром, и уже к окончанию школы он считался лучшим сёрфером на пляже. В 20 лет Слейтер выиграл свой первый титул чемпиона мира, став самым юным чемпионом в истории. Выиграв множество титулов, и став 6 раз чемпионом мира, Слейтер ушёл из сёрфинга в 1999 году. Однако в 2002 году он вернулся в профессиональный сёрфинг и вновь стал чемпионом в 2005, 2006, 2008, 2010 и 2011 годах.
Считается, что Келли Слейтер поднял сёрфинг на новую высоту, добавив в него новые трюки в стиле скейтбординга и значительно продвинув вперёд технику катания. Американец снялся во множестве фильмов о сёрфинге, записал альбом сёрфинговой музыки, а также стал главным действующим лицом видеоигры Kelly Slater's Pro Surfer.

## Личная жизнь
Слейтер отказался от прививки COVID-19 и критиковал кампанию по вакцинации людей против вируса, особенно ограничения, введенные австралийским правительством.

## Фильмография
| Год       |    | Русское название    | Оригинальное название    | Роль               |
| --------- | -- | ------------------- | ------------------------ | ------------------ |
| 1992—1993 | с  | Спасатели Малибу    | Baywatch                 | Джимми Слейд       |
| 1994      | ф  | —                   | For the Sea              | н/д                |
| 1995      | ф  | —                   | Boarding Zone            | н/д                |
| 1999      | ф  | —                   | Hawaiian Watermen        | н/д                |
| 2001      | ф  | Ночь в баре Маккула | One Night at McCool’s    | владелец джипа     |
| 2001      | ки | —                   | Tony Hawk’s Pro Skater 3 | в роли самого себя |
| 2002      | ки | —                   | Pro Surfer               | в роли самого себя |
| 2006      | в  | —                   | A Fistful of Barrels     | сёрфер             |
| 2007      | мф | Лови волну!         | Surf’s Up                | Келли              |
| 2007      | в  | —                   | Absolute Garbage         | мужчина на пляже   |
| 2009      | ф  | Муха в шампанском   | A Fly in the Champagne   | н/д                |
| 2011      | с  | —                   | Cubed                    | в роли самого себя |
| 2011      | с  | —                   | Surf Chronicles          | н/д                |
| 2015      | ф  | —                   | View from a Blue Moon    | н/д                |
| 2018      | с  | Игроки              | Ballers                  | в роли самого себя |